# Dianleucauge deelemanae
Dianleucauge deelemanae är en spindelart som beskrevs av Song och Zhu 1994. Dianleucauge deelemanae ingår i släktet Dianleucauge och familjen käkspindlar. Inga underarter finns listade i Catalogue of Life.